# Ion Chinezu
Ion Chinezu (n. 15 august 1894, Sântana de Mureș, Austro-Ungaria – d. 10 decembrie 1966, București, România) a fost un critic literar și traducător român. A fost o personalitate culturală transilvăneană a timpului său și a realizat numeroase traduceri din literatura maghiară și germană.

## Biografie

### Studii și cariera interbelică
S-a născut în satul Sântana de Mureș în familia țăranului Ion Chinezu și a soției sale, Ana (n. Hosu). A absolvit cursurile elementare la școala primară din Sântana de Mureș și a urmat apoi studii la Liceul Romano-Catolic din Târgu Mureș, Facultatea de Teologie din Blaj și Facultățile de Litere ale universităților din Budapesta și din București, obținând în 1920, după Unirea Transilvaniei cu România, licența în filologie română și romanică la București. Aflat în 1918 ca student la Budapesta el a revenit la Târgu Mureș și, împreună cu fostul coleg D. Antal, i-a mobilizat pe țăranii din satele mureșene să trimită delegați la Marea Adunare Națională de la Alba Iulia din 1 decembrie 1918. A obținut în 1930 titlul de doctor în litere la Universitatea Regele Ferdinand I din Cluj, cu teza Aspecte din literatura maghiară ardeleană. 1919–1929, apoi a fost timp de doi ani (1930–1932) bursier la Universitatea Sorbona din Paris. Profesorul Nicolae Iorga îl considera pe Chinezu drept unul dintre cei mai apreciați exegeți ai literaturii maghiare din acea vreme.
După absolvirea studiilor universitare a lucrat ca profesor de limba română la Liceul „Al. Papiu-Ilarian” din Târgu Mureș (1920–1925) și la Liceul „George Barițiu” din Cluj (1925–1940). A fost numit asistent onorific la Catedra de istoria culturii românești a Universității din Cluj, creată în 1931 pentru Octavian Goga. A fost prieten o lungă perioadă cu poetul Lucian Blaga. În perioada interbelică a fost influențat de mișcările politice de extremă dreapta, fiind stimulat în această direcție de creșterea agresivității mișcărilor revizioniste și a mișcărilor politice de stânga. În calitate de lider provincial al Gărzii de Fier, profesorul Chinezu s-a ascuns la una din moșiile familiei Hațieganu din județul Alba pentru a scăpa de represaliile autorităților române declanșate în urma asasinării în septembrie 1939 a prim-ministrului Armand Călinescu.

### Activitatea diplomatică
În toamna anului 1940, după ce nordul Transilvaniei a fost cedat Ungariei prin Dictatul de la Viena, iar Clujul s-a aflat în teritoriul ocupat de maghiari, profesorul Ion Chinezu s-a mutat la București. A fost numit profesor la Liceul „Spiru Haret” din București, dar nu a apucat să profeseze deoarece a intrat în serviciul diplomatic, fiind detașat temporar în Ministerul de Externe. A fost trimis mai întâi pe post de consul general la Cluj (1940–1943) și apoi la Ambasada României de la Budapesta (1943–1944). Profesorul Chinezu a susținut ulterior că a fost chemat în Ministerul de Externe în calitate de specialist în problemele maghiare pentru a ajuta populația românească din nordul Transilvaniei, care era atunci încolțită „din toate părțile, zbătându-se în suferință și umilință”. „N-am servit un regim, n-am servit un om și cu atât mai puțin o dictatură. Am servit poporul asuprit de un regim oligarhic care stăpânea în acest moment în Ungaria”, a afirmat el. În perioada cât a lucrat ca diplomat a continuat să facă parte din personalul Ministerului Culturii, fiind transferat prin adresa nr. 1131145 din toamna anului 1943 ca profesor la Liceul „Aurel Vlaicu” din București.
După ce România a întors armele împotriva Germaniei la 23 august 1944, a fost arestat, iar în noiembrie 1944, când trupele Germaniei Naziste au ocupat Ungaria în cadrul Operațiunii Margarethe, a fost deportat de Gestapo în Germania în calitate de diplomat al unui stat cu care Germania se afla în război. A fost internat timp de un an în lagărele Oberschreiberhau (Silezia) și Hochbruck (Bavaria). A revenit în România în octombrie 1945 cu primul tren de repatriați din Germania și a continuat să lucreze în Ministerul de Externe până în 1947 ca membru al comisiei de elaborare a materialelor pentru încheierea Tratatelor de Pace de la Paris din 1947. A fost pensionat în 1947 și, prin decizia nr. 188030 din 2 noiembrie 1948, a primit o pensie pentru munca sa de profesor și de consul general. Regimul comunist l-a marginalizat din cauza orientării sale de dreapta și nu i-a permis să fie angajat nicăieri. Pensia i-a fost sistată în ianuarie 1960 pe motiv că a deținut funcția de consul general în timpul regimului antonescian.

### Activitatea de traducător
A fost nevoit să lucreze ca traducător, fără a i se permite să semneze cu numele lui. Cunoștea excelent limbile și literaturile maghiară și germană. A tradus, din 1948 până în 1964, un număr mare de nuvele, piese de teatru și romane din literatura maghiară clasică și contemporană, semnând cu pseudonimele P. Mureșanu, Andrei Aldea și Alexandru Aldea, iar apoi a tradus unele opere scrise în limba germană, printre care romanul Casa Buddenbrook al lui Thomas Mann. Verile venea deseori la Blaj, unde era găzduit de sora lui și de cele două nepoate (profesoarele Emilia și Viorica Viciu) în locuința lor de pe strada Inocențiu Micu Klein (numită pe atunci Învățătorilor) nr. 9 și avea condiții prielnice pentru desfășurarea activității de traducător.
A fost căsătorit cu o profesoară. În ultimii ani de viață Ion Chinezu a fost aproape orb și nu se mai putea deplasa. A murit în anul 1966.

## Activitatea publicistică
În paralel cu activitatea didactică a desfășurat și o intensă activitate publicistică, colaborând la revistele Mureșul, Dacoromania, Erdély Helikon, Societatea de mâine, Boabe de grâu, Revista Fundațiilor Regale etc. A colaborat la elaborarea unor lucrări editate de Muzeul Limbii Române din Cluj, printre care Dicționarul limbii române, Atlasul lingvistic al României sau bibliografiile Dacoromaniei. A fondat publicația Mureșul, care a avut o existență scurtă.
Împreună cu Victor Papilian a editat revista Darul vremii (1930), în care a scris cronici literare, și a condus prestigioasa revistă transilvăneană interbelică Gând românesc (1935–1940), inițiind totodată și ciclul de conferințe „Energii ardelene”. În calitate de promotor al literaturii române din Transilvania, a susținut și promovat scrierile lui Pavel Dan și ale altor scriitori transilvăneni din perioada interbelică. Jurnalul prozatorului Pavel Dan s-a aflat o lungă perioadă în posesia lui Ion Chinezu, care l-a menționat în prefața ediției princeps a volumului Urcan bătrânul (1938).
A fost preocupat, de asemenea, de raporturile literare româno-maghiare și a susținut necesitatea cunoașterii operei literare a popoarelor vecine, precum și a populațiilor minoritare, pentru înțelegerea ambianței istorice, geografice, sociale și culturale. „Am socotit totdeauna că a cunoaște literaturile popoarelor care ne înconjoară, e un lucru tot atât de important pentru noi ca și familiarizarea cu marile curente ale Occidentului…”, a scris el într-un articol publicat în 1935 în revista clujeană Gând românesc.
Teza sa de doctorat, Aspecte din literatura maghiară ardeleană. 1919–-1929, publicată la Cluj în 1930 de editura revistei Societatea de mâine, este primul studiu cuprinzător dedicat literaturii maghiare din România.

## Opera
- Aspecte din literatura maghiară ardeleană. 1919–1929, Cluj, 1930;
- Poezii patriotice, antologie, în colaborare cu Ion Breazu, Cluj, 1958;
- Pagini de critică, ediție îngrijită și prefață de Ion Negoițescu, București, 1969.

## Traduceri
- István Asztalos, Vântul nu se stârnește din senin, București, 1949;
- Zsigmond Moricz, Rubedenii, București, 1949;
- György Kovács, Cu ghearele și cu dinții, București, 1950;
- Zoltan Vas, Șaisprezece ani de închisoare, în colaborare cu Emil Giurgiuca, București, 1951;
- Kálmán Mikszáth, Două alegeri în Ungaria, București, 1951;
- Anna Seghers, Morții rămân tineri, București, 1952;
- Zsigmond Moricz, Haiducul își joacă murgul, București, 1952 (ed. a II-a, 1962);
- Klara Fehér, Insula cutremurelor, București, 1953;
- Péter Veres, Încercarea, București, 1953;
- András Sütő, Pornesc oamenii, București, 1953;
- András Sütő, A șaptea bucurie, în colaborare, București, 1954;
- István Horváth, Brazdă peste haturi, București, 1954;
- Mór Jókai, Crăișorii, București, 1955;
- Péter Veres, Nevastă rea, București, 1955;
- László Ferencz, Ceața, București, 1956;
- Thomas Mann, Casa Buddenbrook, introducere de Hans Mayer, București, 1957 (alte ed., I–II, 1972; 1993; 1997);
- István Asztalos, Jóska, București, 1957;
- István Horváth, Berbecul brumăriu, în colaborare cu Gelu Perian-Păteanu, București, 1957;
- György Kovács, Buchetul, București, 1957;
- László Ferencz, Umbra, București, 1957;
- Zsigmond Moricz, Opere alese, I–V, prefață de Pal Nagy, București, 1957–1970;
- István Nagy, Dincolo de barieră, București, 1958;
- István Korda, Drumul cel mare, prefață de Vlaicu Bârna, București, 1958;
- Ferenc Szemlér, Muntele cu trei cocoașe, București, 1959;
- György Kovács, Fata din Ojdula, București, 1960;
- István Asztalos, Omenie, București, 1960;
- András Sütő, Aripă de rândunică, București, 1960;
- Ervin Mikó, Asalt în țara stufului, București, 1961;
- Kálmán Mikszáth, Căsătorie ciudată, prefață de M. N. Tudor, București, 1961;
- Ferenc Szemlér, Solstițiul, prefață de Remus Luca, București, 1961;
- István Asztalos, Povestind copiilor, prefață de Mihai Gafița, București, 1961;
- István Asztalos, Duminecă cu dragoste, în colaborare cu Constantin Olariu, prefață de Ion Oarcăsu, București, 1962;
- Zsigmond Moricz, Rubedeniile. Un om fericit, prefață de Pop Simion, București, 1962 (ed. a II-a, 1964);
- János Szász, Primii și ultimii, București, 1963;
- György Kovács, Comoara Cristofilor, București, 1965;
- János Szász, Cei dintâi și cei din urmă, I–III, București, 1973.